# Manzoor Hussain Atif
Manzoor Hussain Atif (* 4. November 1928 in Gujrat; † 8. Dezember 2008 in Islamabad) war ein pakistanischer Hockeyspieler und Sportfunktionär. Er war am Gewinn aller drei olympischen Hockeygoldmedaillen Pakistans beteiligt.

## Leben
Atif nahm 1952 in Helsinki erstmals an Olympischen Spielen teil und belegte mit der pakistanischen Nationalmannschaft den vierten Platz. 1956 in Melbourne erreichte der Innenverteidiger mit seiner Mannschaft erstmals ein olympisches Finale, in dem die Mannschaft aber mit 0:1 gegen die Mannschaft des Seriensiegers Indien verlor; die Silbermedaille 1956 war die erste olympische Medaille überhaupt für Pakistan. Vier Jahre später gelangte Pakistan 1960 in Rom erneut in das Finale, in dem Indien mit 1:0 besiegt wurde; dies war die erste Niederlage der Inder bei Olympischen Spielen nach sechs Olympiasiegen, gleichzeitig war es die erste Goldmedaille für Pakistan. Bei seiner vierten Olympiateilnahme 1964 in Tokio erreichte Atif erneut das Finale, Pakistan unterlag den Indern mit 0:1.
Auch nach dem Ende seiner aktiven Spielerlaufbahn blieb Atif dem pakistanischen Hockeysport verbunden. Als Manager und Trainer war er auch an den beiden anderen Olympiasiegen der Pakistanischen Auswahl 1968 in Mexiko-Stadt und 1984 in Los Angeles beteiligt.
Atif war lange Jahre Generalsekretär des pakistanischen Hockeyverbandes (PHF) und des asiatischen Hockeyverbandes (AHF), von 1982 bis 2001 war er Vizepräsident des AHF. Seit 1994 stand er als erster Nicht-Europäer der Regelkommission des Welthockeyverbandes (FIH) vor.
Im Hauptberuf gehörte Atif der pakistanischen Armee an, in der er bis zum Rang eines Brigadiers aufstieg. Er war verheiratet und hatte vier Kinder.